# Нана Гринштейн
Нана Гринштейн (настоящее имя — Анна Арнольдовна Мкртумова; род. 3 апреля 1971, Баку) — российская сценаристка, драматург, поэтесса, бард, режиссер.

## Биография
Нана Гринштейн родилась в Баку. Окончив школу с золотой медалью, в 1988 году поступила в Московский институт геодезии, аэрофотосъемки и картографии. После окончания третьего курса поступила во ВГИК на режиссёрский факультет (мастерская Виктора Лисаковича). Вскоре перевелась на сценарный факультет (мастерская Юрия Арабова и Татьяны Дубровиной).
Первой крупномасштабной работой стал сценарий фильма «Питер FM» (2005, совместно с режиссёром фильма Оксаной Бычковой). Фильм получил приз на Выборгском кинофестивале «Окно в Европу». В 2008 году вышел второй фильм снятый по её сценарию — «Плюс один». В том же году на фестивале русского кино в Онфлёре (Франция) сценарий этого фильма (написан в соавторстве с режиссёром Оксаной Бычковой) получает приз за лучший сценарий. Победитель питчинга на «Кинотавре» в 2012 году (сценарий «Большая картошка», в соавторстве с Анной Эйбоженко).
Киносценарии «Быть» и «Машина любви» опубликованы в журнале «Искусство кино», а также в спецвыпуске журнала «Сценарист» (сборник сценариев Наны Гринштейн).

### Сценарии
- 2006 — «Питер FM»
- 2008 — «Плюс один»
- 2011 — «89-93 (Сквоты)» (Театр.doc)[10]
- 2012 «Акын-опера» (Театр.doc)[11]
- 2019 «Содержанки», сериал (3 сезона)